# جيروذ كبير الأذن
جيروذ كبير الأذن (الاسم العلمي:Neotoma macrotis) هي نوع من الحيوانات تتبع جنس الجيروذ من فصيلة الفأرية.